# Le Retour des Titans
Pour plus de détails, voir Fiche technique et Distribution.
Le Retour des Titans (Maciste, l'eroe più grande del mondo) est un film italien réalisé par Michele Lupo et sorti en 1963.

## Fiche technique
- Titre original : Maciste, l'eroe più grande del mondo
- Titre français : Le Retour des Titans ; Maciste, le roi le plus grand du monde, Maciste, le héros le plus fort du monde (titres alternatifs)
- Réalisation : Michele Lupo
- Scénario : Roberto Gianviti, Francesco Scardamaglia et Lionello De Felice (non crédité)
- Décors : Pier Vittorio Marchi
- Costumes : Mario Giorsi
- Photographie : Mario Sbrenna
- Son : Alessandro Saranea
- Montage : Alberto Gallitti
- Musique : Francesco De Masi, Les Baxter
- Production : Elio Scardamaglia
- Sociétés de production : Leone Film
- Sociétés de distribution : Interfilm (Italie)
- Pays d'origine : Italie
- Langue : italien
- Format : Couleur (Technicolor) - 35 mm - 2,35:1 (Techniscope) - son mono
- Genre : peplum
- Durée : 92 min
- Dates de sortie :  Italie : 22 août 1963 ;  France : 23 décembre 1964

## Distribution
- Mark Forest (VF : Georges Aminel) : Maciste / Goliath / Marcellus
- Giuliano Gemma (VF : Sady Rebbot) : Xandros
- José Greci (VF : Claude Chantal) : Regia / Chelima
- Mimmo Palmara (VF : Marcel Bozzuffi) : Alceo
- Paul Muller (VF : Raymond Loyer) : le roi Rukass
- Erno Crisa (VF : Bernard Dheran) : Morakeb
- Livio Lorenzon (VF : Henri Djanik) : Evandro
- Piero Lulli (VF : René Beriard) : le roi Pergase
- Eleonora Bianchi (VF : ) : la fillette sacrifiée
- Jacques Herlin (VF : lui-même) : le marchand phénicien
- Arnaldo Fabrizi (VF : Michel Roux) : Goliath
- Alfio Caltabiano (VF : Roger Rudel) : Meneos
- Calisto Calisti (VF : André Valmy) : Delos
- Piero Pastore (VF : Louis Arbessier) : un villageois
- Gaetano Quartararo (VF : Pierre Collet) : le capitaine de la trirème
- Harold Bradley : le serviteur de Rezia
- Loris Loddi : le petit garçon
- Ugo Sasso : le père de la jeune fille
- Emilio Messina (VF : Pierre Collet) : un garde
- Puccio Ceccarelli : un dompteur
- Nello Pazzafini : un gladiateur
- Giancarlo Bastianoni : un gladiateur
- Joe Kamel : un gladiateur

Adaptation française : Jacques Michau, dialogues : Lucette Gaudiot 